# 577
577 foi um ano comum do século VI que teve início e terminou a uma sexta-feira, segundo o Calendário Juliano. A sua letra dominical foi C.
| Ano completo                       |
| ---------------------------------- |
| Ano comum com início à sexta-feira |

## Mortes
- Morte de Amina bint Wahab, mãe de Maomé.